# Athelges bilobus
Athelges bilobus is een pissebed uit de familie Bopyridae. De wetenschappelijke naam van de soort is voor het eerst geldig gepubliceerd in 1898 door G. O. Sars.